# Festiwal Nauki i Multimediów – Abstract
Festiwal Nauki i Multimediów Abstract – coroczna impreza organizowana w Gliwicach w Ruinach Teatru Miejskiego, początkowo (w latach 2001–2004) mająca charakter demoscenowego party, w roku 2005 przekształcona w festiwal o charakterze naukowym.
W latach 2001–2004 organizatorami spotkań byli Tomasz Domagała, Artur Trzęsiok oraz Maciej Gniła, którzy na bazie zdobytych doświadczeń założyli stowarzyszenie Akademia Edukacji Informatycznej. Od 2005 roku do grona organizatorów dołączyły instytucje takie jak: Wydział Matematyczno-Fizyczny Politechniki Śląskiej, Polskie Towarzystwo Fizycznej.
Koordynatorem konkursu Liga Szkolna była Jadwiga Kwol.
Laureatem Konkursu Liga Szkolna Abstractu 2009 zostało Liceum Ogólnokształcące "Filomata" w Gliwicach. Drugie miejsce zdobyło I Liceum w Knurowie, natomiast 3. miejsce V Liceum Ogólnokształcące w Gliwicach. 